# Циково (Великопольське воєводство)
Циково (пол. Cykowo) — село в Польщі, у гміні Каменець Ґродзиського повіту Великопольського воєводства.
Населення — 183 особи (2011).
У 1975-1998 роках село належало до Познанського воєводства.

## Демографія
Демографічна структура станом на 31 березня 2011 року:
|          | Загалом | Допрацездатний вік | Працездатний вік | Постпрацездатний вік |
| -------- | ------- | ------------------ | ---------------- | -------------------- |
| Чоловіки | 90      | 22                 | 57               | 11                   |
| Жінки    | 93      | 24                 | 49               | 20                   |
| Разом    | 183     | 46                 | 106              | 31                   |